# Жажда смерти 4: Разгром
«Жажда смерти 4: Разгром» — фильм режиссёра Дж. Ли Томпсона, снятый в 1987 году. Продолжение киносаги о подвигах уличного мстителя Пола Керси.

## Сюжет
Пол Керси пытается начать новую жизнь в Лос-Анджелесе. Однако дочь его подруги Карен погибает от передозировки наркотиков. Пол находит и убивает дилера, продавшего девушке дурь, однако понимает, что это не решит проблему. Вскоре он убивает банду пытавшихся изнасиловать девушку. Неожиданно Керси получает предложение от респектабельного человека Нетана Уайта, дочь которого якобы тоже умерла от передозировки. Он сообщает Полу, рынок наркотиков в городе на 90 % контролируется двумя мафиозными кланами — Эда Закариаса и братьев Джека и Тома Ромеро. Керси соглашается их ликвидировать.
Пол успешно уничтожает одного за другим подручных наркобаронов, ликвидирует подпольную лабораторию Закариаса, однако его выслеживает коррумпированный полицейский Нозаки, получающий от мафии приказ ликвидировать Мстителя. Керси приходится убить сержанта, после чего за ним начинает охоту полиция. Тем временем главари кланов забивают стрелку, чтобы разобраться в ситуации. Однако если Джек Ромеро пытается вести переговоры, то Том проявляет нетерпение, и Пол выстрелом из винтовки с оптическим прицелом провоцирует перестрелку между бандитами, в которой мафиози погибают.
Уайт поздравляет Керси и предлагает встретиться, однако там Пола ждёт ловушка, в которой он едва остаётся жив. Мститель едет в дом информатора, однако здесь выясняется, что настоящий Уайт — совершенно другой человек. А лже-Уайт решает, что Керси пора убрать. Для этого его люди похищают Карен. Пол пытается освободить свою подругу, однако в ходе перестрелки она погибает. Тогда Керси заканчивает биографию бывшего работодателя выстрелом из подствольного гранатомёта.

## Актёры
- Чарльз Бронсон — Пол Керси
- Кэй Ленц — Карен Шелдон
- Джон П. Райан[англ.] — Нетан Уайт
- Перри Лопес[англ.] — Эд Закариас
- Дэнни Уэбб[англ.] — парень Закариаса
- Джордж Дикерсон[англ.] — детектив Рейнер
- Сун-Тек Ох[англ.] — детектив Фил Нозаки
- Дана Бэррон — Эрика Шелдон
- Джесс Дэбсон — Рэнди Вискович
- Питер Шерейко — Ник Франко
- Джеймс Пёрселл — Винс Монтоно
- Майкл Руссо — Дэнни Морено
- Дэнни Трехо — Арт Санелла
- Дэниэл Сабия — Эл Арройо
- Майк Морофф — Джек Ромеро
- Дэн Ферро — Том Ромеро
- Том Эверетт — Макс Грин
- Митч Пиледжи — начальник лаборатории консервов